# لوتشيانو بيردومو
لوتشيانو بيردومو (بالإسبانية: Luciano Perdomo)‏ هو لاعب كرة قدم أرجنتيني في مركز الوسط، ولد في 10 سبتمبر 1996 في الأرجنتين. لعب مع جيمناسيا لابلاتا.

## وصلات خارجية
- لوتشيانو بيردومو على موقع قاعدة بيانات كرة القدم.إي يو (الإنجليزية)
- لوتشيانو بيردومو على موقع Soccerway.com (الإنجليزية)